# اسفندیار یگانگی
اسفندیار یگانگی مشهور به دکتر اسفندیار یگانگی (۱۲۸۷، یزد – ۲ مهر ۱۳۵۱، مینه سوتا) بنیان‌گذار آبیاری نوین در ایران بود.
او مؤسس شرکت آبیاری سرتاسری ایران است
و طی ۲۷ سال، بیش از ۲۵۰۰ حلقه چاه عمیق در سراسر ایران حفر نموده است.
اسفندیار یگانگی پس از رستم گیو، به مدت ۴ دوره پی در پی یعنی از دوره بیستم تا دوره بیست وسوم، نماینده ایرانیان زرتشتی در مجلس شورای ملی بود.
او نخستین فرد ایرانی بود که با مطرح کردن لایحه‌ای در مجلس شورای ملی، کارگاه‌های تعمیر کشتی و سکوهای حفاری نفت رادر بندر بوشهر احداث کرد.
اسفندیار یگانگی مبتکر صنعت نفت و گاز بود و به همراه محسن و محمود خلیلی در تاریخ ۱۸ مرداد ۱۳۳۲، شرکت بوتان را جهت توزیع گاز مایع به خانه‌ها تأسیس کردند.
او نخستین فرد ایرانی بود که برآوردهای آماری را با استفاده از روشهای جدید علمی ارائه کرد. او در سال ۱۳۱۳، سری زمانی شاخص قیمت عمده فروشی را برای سال‌های ۱۲۹۲ تا ۱۳۱۲ برآورد نمود.

## زندگی
اسفندیار یگانگی در سال ۱۲۸۷ خورشیدی در شهر یزد به دنیا آمد. پدرش، بهرام، از تاجران موفق بود و مادرش مروارید نام داشت. او دو بردار بنامهای اردشیر و جمشید و دو خواهر بنامهای فرنگیس و مهربانو داشت.
تحصیلات ابتدایی را در مدرسه دینیاری یزد به پایان رساند و پس از آن راهی تهران شد تا تحصیلات خود را در دبیرستان کالج آمریکاییها ادامه دهد. پس از دریافت دیپلم جهت ادامه تحصیل رهسپار دانشگاه کلمبیا در شهر نیویورک آمریکا گشت و در رشته اقتصاد مشغول به تحصیل و با مدرک دکترا از آن فارغ‌التحصیل شد. موضوع پایان‌نامه دکترای او «تاریخ پولی و بانکی ایران» بود.
بلافاصله پس از اتمام تحصیلات به ایران بازگشت و در دانشگاه افسری، به خدمت سربازی و تدریس پرداخت. وی در سال ۱۳۱۹ با مروارید زرتشتی ازدواج کرد و دارای دو پسر به نام‌های رستم و بهرام است.

## بنیان‌گذاری آبیاری نوین در ایران
او در زمان تحصیلش در سفری که به ایالت کلرادوی آمریکا داشت، متوجه شد که روش‌های استفاده شده برای آبیاری مزارع در آنجا، با روش‌های سنتی آبیاری که آن زمان در ایران انجام می‌شد کاملاً متفاوت است؛ و به جای تکیه بر بارش باران و استفاده از قنات‌ها، از روش‌های سیستماتیک نوین و حفر چاه‌های عمیق برای آبیاری مزارع استفاده می‌کنند. همین موضوع انگیزه‌ای شد تا او برای پیشرفت کشاورزی مزارع و باغات ایران تکنیک آبیاری نوین را به ایران بیاورد. او در خرداد ماه سال ۱۳۲۳ با کمک یکی از مهندسین آمریکایی به نام «جک ریشارد» که قبلاً تجربه حفر چاه عمیق در همدان را داشت، اولین چاه عمیق کشاورزی ایران را حفر کرد. یکی دیگر از نخستین چاه‌های عمیقی که توسط یگانگی حفر شد، چاه عمیقی است که در آرامگاه زرتشتیان تهران (قصر فیروزه) قرار دارد و تا به امروز از آن بهره‌برداری می‌شود.
اگر چاهی به آب مناسب نمی‌رسید هزینه‌ای دریافت نمی‌کرد و برای نیازمندان به رایگان چاه حفر می‌کرد.

### چاه‌های عمیق شیراز
شیراز، اولین شهر ایران بود که از شبکه آب لوله‌کشی مدرن بهره‌مند شد. در ابتدا آب تصفیه‌خانه این شهر تنها از دو رشته قنات تأمین می‌شد ولی پس از مطالعاتی که مهندسین مشاور انگلیسی انجام دادند مشخص شد که آب قنات‌ها کافی نبوده و آلوده هستند و نیاز به حفر چاه‌های عمیق است؛ بنابراین برای تأمین آب کافی و سالم، چاه‌های عمیقی توسط آبیاری یگانگی حفر شد و با تأمین آب مورد نیاز تصفیه‌خانه، دستگاه آب شیراز افتتاح شد.

### چاه عمیق مسجد قم
هنگامی که آیت‌الله بروجردی قصد داشت در شهر قم، مسجدی بسازد، برای حفر چاه آب آن به اسفندیار یگانگی مراجعه کرد؛ یگانگی پس از اتمام کار و تأمین آب مسجد، هیچ‌گونه وجهی بابت دستمزد انجام کار دریافت نکرد و آن را به رایگان انجام داد که موجب خشنودی و تحسین بروجردی و مردم قم شد، به‌طوری‌که در نماز جمعه قم از اسفندیار یگانگی قدردانی شد.

### چاه‌های عمیق بویین زهرا
در زمین‌لرزه بویین زهرا که در سال ۱۳۴۱ اتفاق افتاد، اسفندیار یگانگی به رایگان برای زلزله‌زدگان چاه عمیق حفر کرد.

## تأسیس درمانگاه یگانگی

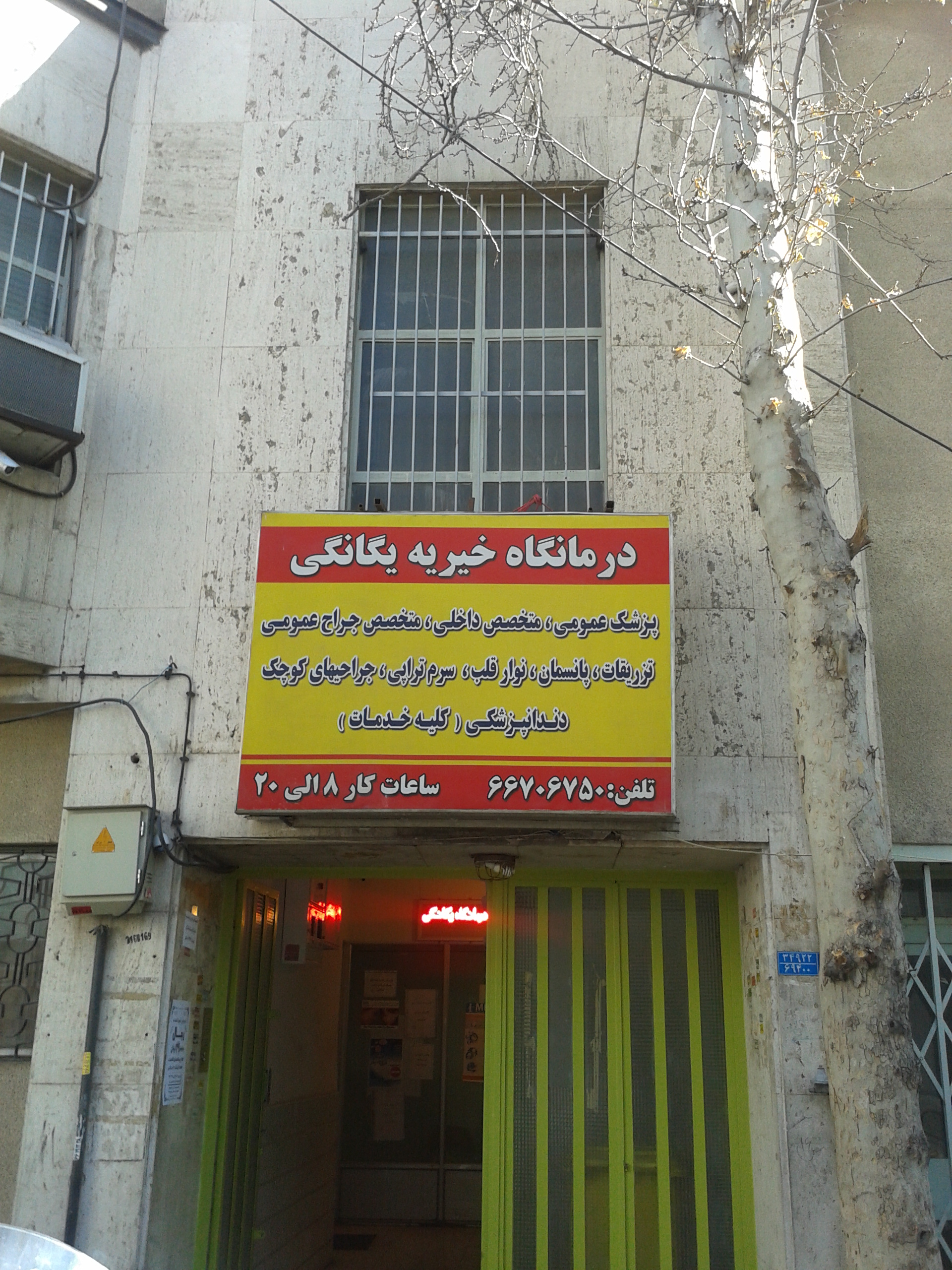
درمانگاه یگانگی

اسفندیار یگانگی در ۷ خرداد ۱۳۳۹ بر روی زمینی که متعلق به انجمن زرتشتیان تهران بود، درمانگاه خیریه‌ای به نام پدرش (بهرام اردشیر یگانگی) بنا کرد و آن را وقف کرد. این درمانگاه در خیابان جمهوری کوچه کیخسرو شاهرخ قرار دارد و ساختمان آن علاوه بر درمانگاه دارای دو طبقه دیگر نیر هست.
دبیرخانه انجمن زرتشتیان تهران تا پیش از آن‌که در سال ۱۳۸۷ به محل جدید منتقل شود، در طبقه فوقانی این درمانگاه قرار داشت.
این درمانگاه پس از انجام عملیات بازسازی در ۱۶ اردیبهشت ۱۳۸۷ بازگشایی شد.

## همایش‌های کنکاش یگانگی
یکی دیگر از خدماتی که اسفندیار یگانگی به جامعه زرتشتیان ارائه کرد، برگزاری همایش‌هایی با عنوان «کنکاش یگانگی» است؛ اولین جلسه این همایش‌ها در تاریخ ۱۸ آبان ۱۳۳۶ با حضور اسفندیار یگانگی در تالار انجمن زرتشتیان تهران تشکیل شد. برگزاری این همایش با گذشت بیش ار ۵۰ سال همچنان ادامه دارد. در این برنامه، شرکت‌کنندگان، به رایزنی و هم‌اندیشی پیرامون مسائل مختلف جامعه زرتشتی می‌پردازند و برای حل آن‌ها راهکارهای مؤثر پیدا می‌کنند.

## دیگر کارهای انجام شده
- در سال ۱۳۳۳، نیایشگاهی به نام مادرش (مروارید یگانگی) در شهر شیراز ساخت.
- در «پذیرشگاه باستانی» شهر زاهدان، تالاری به نام خواهرش (بانو یگانگی) برای برگزاری مراسم اجتماعی و دینی ساخت.[۷]
- او همچنین با کمک مالی به هنرمندان از آن‌ها حمایت می‌کرد.[۲۳]

## مرگ
اسفندیار یگانگی در ۲ مهر ۱۳۵۱ خورشیدی بر اثر بیماری دیابت در مایو کلینیک، ایالت مینه‌سوتا آمریکا درگذشت. وی در این هنگام ۶۴ سال داشت و پس از مرگ به ایران آورده شد تا در آرامگاه زرتشتیان تهران به خاک سپرده شود.
در جلسه ۶۶ مجلس شورای ملی که روز ۱۴ مهرماه همان سال برگزار شد، عبدالله ریاضی که ریاست مجلس را بر عهده داشت، از درگذشت اسفندیار یگانگی اظهار تاسف کرد و برای یادبودش سخنانی گفت. پس از آن حضار و نمایندگان به احترام اسفندیار یگانگی قیام نمودند و یک دقیقه سکوت در مجلس اعلام شد.
توران شهریاری، شاعر معاصر، شعری به یاد او و به مناسبت درگذشتش سروده است.

## همایش سپاس داری از اندیشه‌های تأثیر گذار
در تاریخ ۶ اسفند ۱۳۸۹، همایشی با عنوان سپاسداری از اندیشه‌های تأثیرگذار زرتشتی در جشنگاه خسروی با کوشش گروه پویندگان اشا برگزار شد. این همایش که به منظور قدردانی از کیخسرو شاهرخ، فرنگیس یگانگی، اسفندیار یگانگی و اردشیر یگانگی برگزار شد دارای بخش‌های متنوعی بود و در آن آقایان کامبیز یگانگی و تموچین شاهرخ به عنوان نوه‌های کیخسرو شاهرخ حضور داشتند و در مورد خانواده یگانگی و تأثیرگذاری کیخسرو شاهرخ گفتگو کردند.